# 8303 Міяї
8303 Міяї (8303 Miyaji) — астероїд головного поясу, відкритий 9 лютого 1995 року.
Тіссеранів параметр щодо Юпітера — 3,649.